# Anzygina ramsayi
Anzygina ramsayi är en insektsart som först beskrevs av Knight 1976.  Anzygina ramsayi ingår i släktet Anzygina och familjen dvärgstritar. Inga underarter finns listade i Catalogue of Life.